# Tsewang Rinchen Rishing
Tsewang Rinchen Rishing (tibétain : ཚེ་དབང་རིན་ཆེན་རི་ཞིང, Wylie : tshe dbang rin chen ri zhing) aussi appelé Tsaphu Tsewang Rinchen, né au Tibet en 1914 et mort le 3 janvier 1982 en Inde, est un homme politique tibétain, fondateur de l'hôpital Delek. 

## Biographie
Tsewang Rinchen Rishing est né dans la région de Gyal Tsekyi-Khar au Tibet dans une famille Bön-po, sans éducation formelle.
Suivant l'exode tibétain de 1959, Rishing se refugie à Gangtok, capitale du Sikkim, en 1962.
Il arrive ensuite à Dharamsala, où il est nommé à deux reprises chef de communauté et est devient membre des troisième et quatrième assemblée du parlement tibétain en exil pendant deux mandats de trois ans.
Devant l'absence d'installation médicale, Rishing propose de fonder une institution médicale moderne au dalaï-lama sur un terrain modeste avec une petite pièce ou deux. La proposition est bien accueillie par le dalaï-lama qui suggère à M. Rishing d'envisager un projet beaucoup plus vaste. Entre la pose de la première pierre et l'achèvement de la construction, le projet de M. Rishing a rencontrer des obstacles financiers qui l'ont forcé à laisser les précieux bijoux tibétains traditionnels de sa femme comme garantie pour des prêts. Enfin, le 4 octobre 1971, l'hôpital tibétain Delek a été officiellement nommé et inauguré par le dalaï-lama, patron de ce premier hôpital tibétain pratiquant la médecine moderne. M. Rishing a administré l'hôpital jusqu'à sa retraite en 1978, après quoi l'établissement a été remis au gouvernement tibétain en exil, pour être administré par Mme Kesang Yangkyi Takla du ministère de la Santé. Le 3 janvier 1982, Tsewang Rinchen Rishing est décédé à l'âge de 68 ans.
La vision du fondateur est célébrée en son honneur chaque année lors de la Journée du fondateur de l'hôpital Delek qui reste la principale installation biomédicale dans la communauté tibétaine en exil aujourd'hui.